# Godstone
Godstone è una cittadina di 5.949 abitanti della contea del Surrey, in Inghilterra.